# Finstergrund
Die Grube Finstergrund bei Wieden im Schwarzwald ist ein aufgelassenes mittelalterliches Silber- und Bleibergwerk mit neuzeitlichem Fluss- und Schwerspatabbau. Seit 1982 wird es als Besucherbergwerk genutzt.

## Geologie
Die wichtigsten Gänge in der Region um Wieden sind die Fluorit-Baryt-Gänge Tannenboden, Anton, Werner II, Hoffnung und Finstergrund, die alle in nord-südlicher Richtung verlaufen. Letzterer ist mit 3,5 km Länge der bedeutendste Hydrothermal-Gang in der Region. Das Besucherbergwerk (Stollen 5) erschließt diesen Gang auf 430 m Länge. Die Mächtigkeit schwankt zwischen wenigen Zentimetern und 4 m, abgebaut wurde ab 1 m Mächtigkeit.
Der Lagerstättentyp ist ein hydrothermaler Flussspat-Schwerspat-Gang, teilweise mit reichen Sulfiderzen. Als Nebengestein treten Paragneise und Metatexite auf.

## Geschichte
Die Anfänge des Blei- und Silberbergbaus bei Wieden datieren in das 13. Jahrhundert. Von Todtnau kommend, begann der Abbau im Tal von Wieden spätestens um 1280, eine erste Blütezeit waren die Jahre 1320 bis 1340, für die Jahre 1352 bis 1374 ist eine Schmelzhütte bei Wieden belegt, Abbau fand im ganzen 14. Jahrhundert statt.
Erneute Belege für Bergbautätigkeit stammen aus dem 16. Jahrhundert, bis 1560 wurde der 280 m lange Barbarastollen um weitere 220 m verlängert. Danach lag der Bergbau über 200 Jahre brach und wurde erst 1780 wieder aufgenommen. Im frühen 19. Jahrhundert wurden dann der Abbau erneut vorübergehend stillgelegt.
Anfang des 20. Jahrhunderts wurden durch den vermehrten Bedarf an Industriemineralen wie Fluorit (Flussspat) und Baryt (Schwerspat) die vorhandenen Minerallager erneut abbauwürdig, so dass um 1920 mit dem Abbau hauptsächlich von Flussspat begonnen wurde, der als Flussmittel bei der Stahlherstellung eingesetzt wurde. Bis 1925 wurde der Abbau durch die Wiesenthaler Bergbau AG (Tochter der Hugo Stinnes AG) betrieben. Bis 1927 übernahm die Firma Burger den Abbau und zog sich dann vorübergehend zurück.
Ab 1930 gründete Theodor Burger die „Gewerkschaft Finstergrund“. Während des Zweiten Weltkrieges wurden auch russische Zwangsarbeiter eingesetzt. Trotz wechselnder Besitzverhältnisse wurde die Grube in den folgenden Jahrzehnten systematisch ausgebaut und lieferte im Spitzenjahr 1967 monatlich 4600 t reines Fluorit, was einer Jahresförderung von 110.000 t Roh-Flussspat entspricht. Durch die zunehmende Konkurrenz preisgünstigerer Fluorite vom Weltmarkt und die steigenden Kosten bei der Gewinnung musste der Grubenbetrieb 1974 eingestellt werden, die Gewerkschaft Finstergrund wurde 1978 aufgelöst.

## Besucherbergwerk
1975, ein Jahr nach der Betriebseinstellung, wurde von neunzehn vorher im Bergwerk Finstergrund beschäftigten Bergleuten der Bergmannsverein Finstergrund Wieden mit dem Ziel der Erhaltung bergbaulicher Tradition und des Ausbaus zum Besucherbergwerk gegründet. 1982 wurde das Besucherbergwerk Finstergrund der Öffentlichkeit zugänglich gemacht. Bedingt durch den relativ umfangreichen modernen Bergbau kann ein 2 km langer, weiter Stollen mitsamt fahrtüchtiger Grubenbahn besichtigt werden.

### Grubenbahn

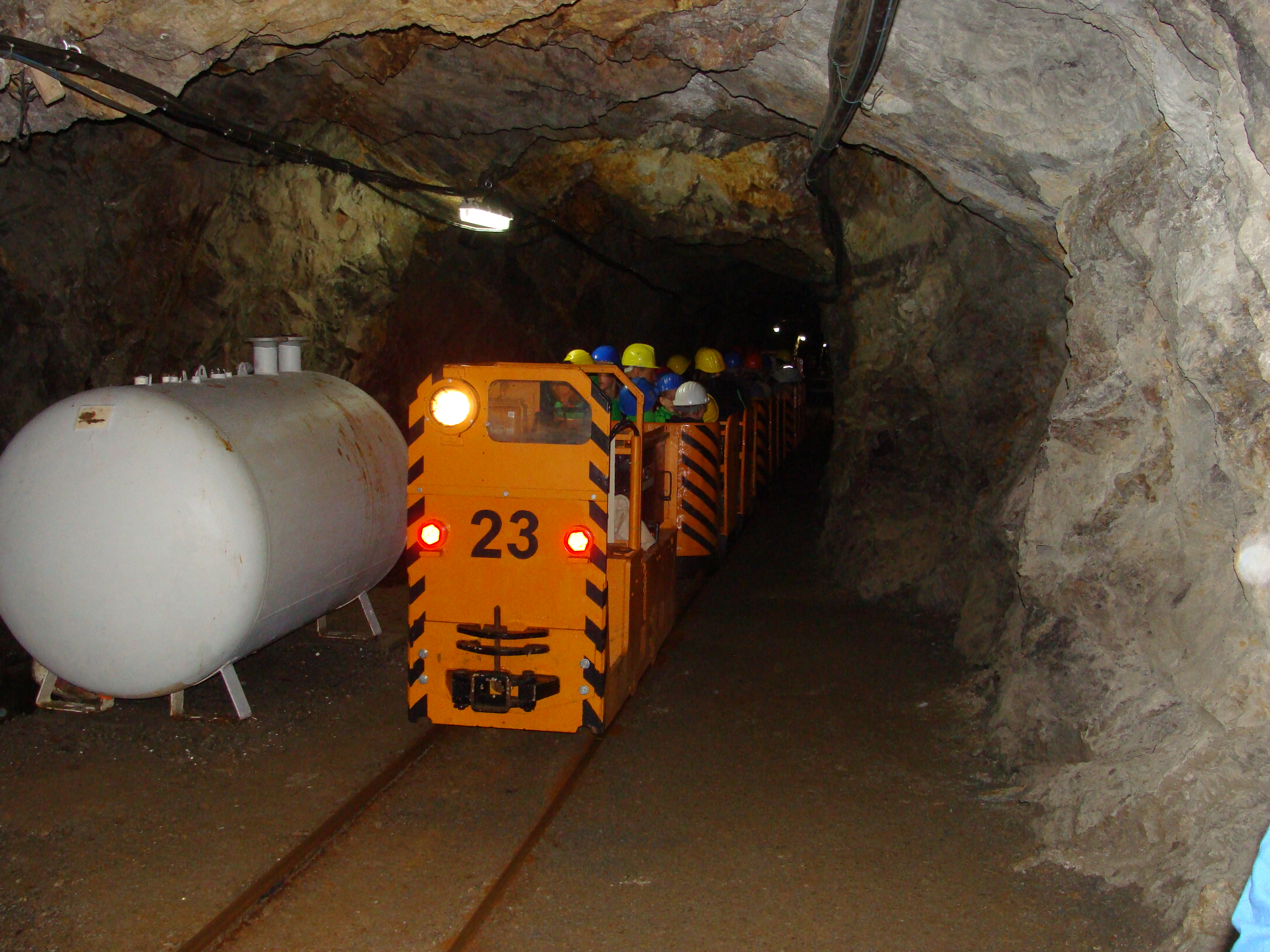
Grubenbahn

Die Grube Finstergrund ist das einzige Besucherbergwerk im Schwarzwald, in welches die Besucher mit einer Grubenbahn einfahren. Die Bahn wurde 2007 in Betrieb genommen. Bergwärts wird die Grubenbahn von einer Akkumulatorlokomotive des Typs BBA B 660 gezogen, während die Ausfahrt durch eine LEW EL 9 besorgt wird.